# Usedlost čp. 18 (Kyšice)
Usedlost čp. 18 pochází z 19. století a je situovaná na severovýchodní straně obecní návsi v Kyšicích v okrese Plzeň-město. Dne 3. května 1958 byla sýpka s bránou a brankou prohlášena kulturní památkou. Od 22. září 1995 je součástí venkovské památkové zóny.

## Historie a popis
Na jižní straně dvora usedlosti čp. 18 se nachází kamenná dvoudílná sýpka, jež je datovaná dle letopočtu na portálu do roku 1830. S obecní návsí je statek oddělen bránou s brankou, které jsou elipticky klenuté. V klenáku brány, jež má esovitě zprohýbaný, vprostřed vyvýšený štít, stojí letopočet 1864. Vjezdová vrata jsou dřevěná, s mezerovitě kladenými latěmi.